# Gustaf Ryding
Bror Tolf Gustaf Ryding, född 26 september 1833 i Västra Tunhems socken, Älvsborgs län, död 23 oktober 1901 i Härnösand, Västernorrlands län var en svensk ämbetsman och politiker.
Ryding var landshövding i Västernorrlands län 1880–1901 och talman i andra kammaren 1891. Han var bror till Axel Ryding och far till Gösta Ryding.

## Biografi
Ryding utnämndes 1875 till expeditionschef i Justitiedepartementet, 1879 till justitieråd och 1880 till landshövding i Västernorrlands län. År 1885 blev han ordförande i Norrländska järnvägskommittén. 
Ryding gjorde 1888 under tullstridens dagar sitt inträde i andra kammaren, där han slöt sig till frihandelsvännerna, invald i Härnösands, Umeå och Skellefteå valkrets. 1889 satt han som vice ordförande i särskilda utskottet för väghållningsbesvärets ordnande. Då Olof Wijk 1890 avgick från talmansstolen, förmåddes Ryding, som ägde stora sympatier i kammaren, att inta denna vanskliga plats, en position där han emellertid inte alls lyckades. Ryding insåg detta själv och avsade sig 1891 ledamotskapet av andra kammaren samt lät invälja sig i första kammaren där han representerade Västernorrlands läns valkrets 1892 och 1893.
1894 var Ryding tillbaka i andra kammaren för Härnösands, Umeå och Skellefteå valkrets, från 1897 för Härnösands och Örnsköldsviks valkrets. Efter riksmötet 1898 avsade han sig dock representantskapet för att kunna ägna mer tid åt länets styrelse. Vid riksdagarna 1894-1898 var han också ledamot av talmanskonferensen. 
Ryding var 1890 ordförande i kommittén angående bevillningsförordningen och 1896 ledamot av kommittén angående den kommunala rösträtten. Ryding inlade synnerligen stor förtjänst som länsstyresman, särskilt i fråga om kommunikationsväsendets utveckling. Han blev ledamot av lantbruksakademien 1889. 
Ryding gifte sig med adelsdamen Amalia Mathilda Lovisa af Petersens.